# Pedro Porro
Pedro Antonio Porro Sauceda (phát âm tiếng Tây Ban Nha: [peðɾo ˈporo]; sinh ngày 13 tháng 9 năm 1999) là một cầu thủ bóng đá chuyên nghiệp người Tây Ban Nha hiện đang thi đấu ở vị trí hậu vệ phải cho câu lạc bộ Premier League Tottenham Hotspur và đội tuyển bóng đá quốc gia Tây Ban Nha.

## Sự nghiệp câu lạc bộ

### Sự nghiệp ban đầu
Porro sinh ra ở Don Benito, Badajoz, Extremadura, Tây Ban Nha. Anh đã chơi cho Gimnástico de Don Benito và Rayo Vallecano trước khi gia nhập Girona vào ngày 10 tháng 8 năm 2017. Theo báo cáo, anh đã từ chối Real Madrid, Atlético Madrid và Bayern Munich để ký hợp đồng với câu lạc bộ xứ Catalan.

### Girona
Vào ngày 28 tháng 11 năm 2017, trước cả khi ra mắt đội dự bị, Porro đã có trận ra mắt đội một khi vào sân thay người ở phút cuối cho người ghi bàn Johan Mojica trong trận hòa 1-1 trên sân khách trước Levante, tại Copa del Rey mùa giải đó. Anh có trận ra mắt cho đội B 5 ngày sau đó, chơi 7 phút cuối cùng trong trận hòa 0-0 ở Segunda División B trước Ebro.
Porro ghi bàn thắng đầu tiên cho đội một vào ngày 6 tháng 5 năm 2018, ghi hai bàn trong chiến thắng 3-0 trên sân khách trước Villarreal B. Vào ngày 2 tháng 7, anh đã gia hạn hợp đồng đến năm 2022, và chơi hầu hết giai đoạn tiền mùa giải ở vị trí hậu vệ phải.
Porro có trận ra mắt La Liga vào ngày 17 tháng 8 năm 2018, đá chính ở vị trí hậu vệ phải trong trận hòa 0-0 trên sân nhà trước Real Valladolid. Ngày hôm sau, anh ký hợp đồng gia hạn thêm một năm.
Porro khẳng định mình là một cầu thủ đá chính dưới thời Eusebio Sacristán, trở thành sự lựa chọn đầu tiên thay thế Aday Benítez và thay thế Pablo Maffeo đã ra đi. Anh ghi bàn thắng chuyên nghiệp đầu tiên vào ngày 31 tháng 1 năm 2019, bàn thắng duy nhất của đội trong trận thua 1-3 tại cúp trước Real Madrid.

### Manchester City
Vào ngày 8 tháng 8 năm 2019, Porro đã ký hợp đồng với Manchester City, với mức phí được báo cáo là 11 triệu bảng Anh. Ngay sau khi ký hợp đồng với Manchester City, Porro đã được cho mượn ngay lập tức đến Real Valladolid ở La Liga trong một mùa giải. Đội bóng này có quyền mua đứt cầu thủ, và sau khi chơi 13 trận đấu ở giải đấu, giúp Pucelanos đứng thứ 13, Real Valladolid đã quyết định không thực hiện quyền mua đứt Porro.

### Sporting CP
Vào ngày 16 tháng 8 năm 2020, Porro gia nhập Sporting CP theo hợp đồng cho mượn hai năm cho đến ngày 30 tháng 6 năm 2022 với tùy chọn mua đứt với giá 8,5 triệu euro (7 triệu bảng Anh). Vào ngày 24 tháng 9 năm 2020, anh có trận ra mắt cho câu lạc bộ trong chiến thắng 1-0 trên sân nhà trước Aberdeen ở vòng loại thứ ba UEFA Europa League. Sau khi đến Lisbon tại Estádio José Alvalade với một số nghi ngờ về tuổi trẻ, Porro ngay lập tức khẳng định mình là cầu thủ đá chính ở bên phải hàng thủ, ra mắt giải đấu trong chiến thắng 2-0 trên sân khách trước Paços de Ferreira. Anh ghi bàn thắng đầu tiên cho Leões vào ngày 1 tháng 11 trong chiến thắng 4-0 trước Tondela. Vì những màn trình diễn xuất sắc của mình cho câu lạc bộ, Porro đã được vinh danh là Hậu vệ của tháng Primeira Liga trong ba tháng liên tiếp, từ tháng 11 đến tháng 1 năm 2021. Vào ngày 23 tháng 1, Porro ghi bàn thắng duy nhất trong chiến thắng trước Braga để giúp câu lạc bộ của mình giành chức vô địch Taça da Liga. Ba ngày sau, Porro ghi bàn thắng từ ngoài vòng cấm trong chiến thắng 2-0 trên sân khách trước Boavista. Cú sút của anh sau đó đã được bình chọn là Bàn thắng của tháng của Primeira Liga. Anh đã chơi 30 trận cho nhà vô địch cuối cùng, chấm dứt hạn hán 19 năm, đồng thời được vinh danh trong Đội hình tiêu biểu của năm.
Vào đầu mùa giải tiếp theo, Porro tiếp tục thi đấu nổi bật, kiến tạo cho Nuno Santos trong trận hòa 1-1 trên sân nhà trước đối thủ cùng thành phố Porto, và ghi hai bàn thắng từ chấm phạt đền trong hai trận liên tiếp ở giải đấu, trong chiến thắng 1-0 trước Estoril vào ngày 19 tháng 9 và chiến thắng 1-0 trước Marítimo vào ngày 24 tháng 9, giúp anh giành được danh hiệu Hậu vệ xuất sắc nhất tháng của Primeira Liga trong hai tháng liên tiếp vào tháng 8 và tháng 9. Vào ngày 24 tháng 11, Porro ghi bàn thắng thứ ba vào lưới Borussia Dortmund trong chiến thắng 3-1 trên sân nhà ở trận đấu vòng bảng UEFA Champions League 2021-22, bằng cách đá bồi sau khi Gregor Kobel cản phá được quả phạt đền của Pedro Gonçalves, giúp đội nhà giành vé vào vòng 1/16 lần đầu tiên kể từ mùa giải 2008-09.
Không lâu sau đó, Porro bắt đầu gặp phải chấn thương gân kheo tái phát, khiến anh phải ngồi ngoài hai tháng của mùa giải. Anh trở lại sau chấn thương vào ngày 29 tháng 1 năm 2022, với pha kiến tạo quan trọng cho Pablo Sarabia giúp đội nhà lội ngược dòng đánh bại đối thủ cùng thành phố Benfica với tỷ số 2-1 trong trận chung kết Taça da Liga 2021-22.
Vào ngày 16 tháng 5 năm 2022, Sporting đã kích hoạt điều khoản mua đứt Porro với giá 8,5 triệu euro (7,2 triệu bảng Anh), ký hợp đồng với anh ta theo hợp đồng ba năm cố định với điều khoản mua lại được báo cáo là 20 triệu euro (17,6 triệu bảng Anh). Sau một mùa giải giúp Sporting về nhì sau đối thủ Porto, ghi 5 bàn và kiến tạo 7 bàn, anh được bầu vào Đội hình tiêu biểu của năm lần thứ hai liên tiếp.

### Tottenham Hotspur
Vào ngày 31 tháng 1 năm 2023, ngày cuối cùng của kỳ chuyển nhượng, câu lạc bộ Tottenham Hotspur của Premier League đã thông báo việc ký hợp đồng với Porro dưới dạng cho mượn từ Sporting với nghĩa vụ mua đứt vào mùa hè. Porro có trận ra mắt Spurs vào ngày 11 tháng 2, đá chính trong trận thua 4-1 trước Leicester City. Màn trình diễn của anh đã bị chỉ trích bởi cựu huấn luyện viên của Spurs, Tim Sherwood, người đã mô tả Porro là "tệ đến mức khó tin." Anh ghi bàn thắng đầu tiên cho câu lạc bộ vào ngày 18 tháng 3 năm 2023 trong trận hòa 3-3 trên sân khách trước Southampton.

## Sự nghiệp quốc tế
Porro có trận ra mắt đội tuyển U21 Tây Ban Nha vào ngày 29 tháng 3 năm 2019, trong trận giao hữu với Romania, mà Tây Ban Nha đã giành chiến thắng 1-0. Vào tháng 3 năm 2021, Porro được triệu tập lần đầu tiên vào đội tuyển quốc gia Tây Ban Nha cho vòng bảng vòng loại Giải vô địch bóng đá thế giới 2022. Anh có trận ra mắt vào ngày 28 tháng 3 năm 2021 trong chiến thắng 2-1 trước Georgia. Porro được đưa vào danh sách đội tuyển Tây Ban Nha tham dự vòng chung kết UEFA Nations League 2021 tại Ý vào tháng 10, nhưng không được ra sân.

## Thống kê sự nghiệp

### Câu lạc bộ
Tính đến Trận đấu đã diễn ra vào ngày 25 tháng 9 năm 2023
| Câu lạc bộ                   | Mùa giải       | Giải đấu           | Giải đấu      | Giải đấu  | Cúp Quốc gia  | Cúp Quốc gia | Cúp Liên đoàn | Cúp Liên đoàn | Châu Âu       | Châu Âu   | Khác          | Khác      | Tổng cộng     | Tổng cộng |
| Câu lạc bộ                   | Mùa giải       | Phân hạng          | Số lần ra sân | Bàn thắng | Số lần ra sân | Bàn thắng    | Số lần ra sân | Bàn thắng     | Số lần ra sân | Bàn thắng | Số lần ra sân | Bàn thắng | Số lần ra sân | Bàn thắng |
| ---------------------------- | -------------- | ------------------ | ------------- | --------- | ------------- | ------------ | ------------- | ------------- | ------------- | --------- | ------------- | --------- | ------------- | --------- |
| Peralada                     | 2017–18        | Segunda División B | 5             | 3         | —             | —            | —             | —             | —             | —         | —             | —         | 5             | 3         |
| Girona                       | 2017–18        | La Liga            | 0             | 0         | 1             | 0            | —             | —             | —             | —         | —             | —         | 1             | 0         |
| Girona                       | 2018–19        | La Liga            | 32            | 0         | 2             | 1            | —             | —             | —             | —         | —             | —         | 34            | 1         |
| Girona                       | Total          | Total              | 32            | 0         | 3             | 1            | —             | —             | —             | —         | —             | —         | 35            | 1         |
| Valladolid (cho mượn)        | 2019–20        | La Liga            | 13            | 0         | 2             | 0            | —             | —             | —             | —         | —             | —         | 15            | 0         |
| Sporting CP (cho mượn)       | 2020–21        | Primeira Liga      | 30            | 3         | 2             | 0            | 3             | 1             | 2             | 0         | —             | —         | 37            | 4         |
| Sporting CP (cho mượn)       | 2021–22        | Primeira Liga      | 23            | 4         | 4             | 0            | 1             | 0             | 7             | 1         | 0             | 0         | 35            | 5         |
| Sporting CP                  | 2022–23        | Primeira Liga      | 14            | 2         | 1             | 0            | 6             | 1             | 5             | 0         | —             | —         | 26            | 3         |
| Sporting CP                  | Tổng           | Tổng               | 67            | 9         | 7             | 0            | 10            | 2             | 14            | 1         | 0             | 0         | 98            | 12        |
| Tottenham Hotspur (cho mượn) | 2022–23        | Premier League     | 15            | 3         | 1             | 0            | —             | —             | 1             | 0         | —             | —         | 17            | 3         |
| Tottenham Hotspur            | 2023–24        | Premier League     | 5             | 0         | 0             | 0            | 0             | 0             | —             | —         | —             | —         | 5             | 0         |
| Tottenham Hotspur            | Tổng           | Tổng               | 20            | 3         | 1             | 0            | 0             | 0             | 1             | 0         | —             | —         | 22            | 3         |
| Tổng sự nghiệp               | Tổng sự nghiệp | Tổng sự nghiệp     | 137           | 12        | 13            | 1            | 10            | 2             | 15            | 1         | 0             | 0         | 175           | 19        |

1. ↑  Bao gồm Copa del Rey, Taça de Portugal, FA Cup
2. ↑  Bao gồm Taça da Liga
3. ↑  Ra sân tại UEFA Europa League
4. 1 2 3  Ra sân tại UEFA Champions League

### Quốc tế
Tính đến trận đấu diễn ra ngày 26 tháng 3 năm 2024
| Đội tuyển quốc gia | Năm  | Số lần ra sân | Bàn thắng |
| ------------------ | ---- | ------------- | --------- |
| Tây Ban Nha        | 2021 | 1             | 0         |
| Tây Ban Nha        | 2022 | 0             | 0         |
| Tây Ban Nha        | 2023 | 1             | 0         |
| Tây Ban Nha        | 2024 | 1             | 0         |
| Tổng               | Tổng | 3             | 0         |

## Danh hiệu
Sporting CP
- Primeira Liga: 2020–21[43]
- Taça da Liga: 2020–21,[44] 2021–22[31]

Tottenham Hotspur
- UEFA Europa League: 2024–25[45]

Đội tuyển Tây Ban Nha
- UEFA Nations League á quân: 2020–21[46]

Cá nhân
- Hậu vệ xuất sắc nhất tháng của Primeira Liga: tháng 11 năm 2020 , tháng 12 năm 2020, tháng 1 năm 2021, tháng 8 năm 2021 , tháng 9 năm 2021
- Bàn thắng đẹp nhất tháng tại Primeira Liga: tháng 1 năm 2021
- Đội hình Primeira Liga của năm: 2020–21,[47] 2021–22[33]